# Médico brujo

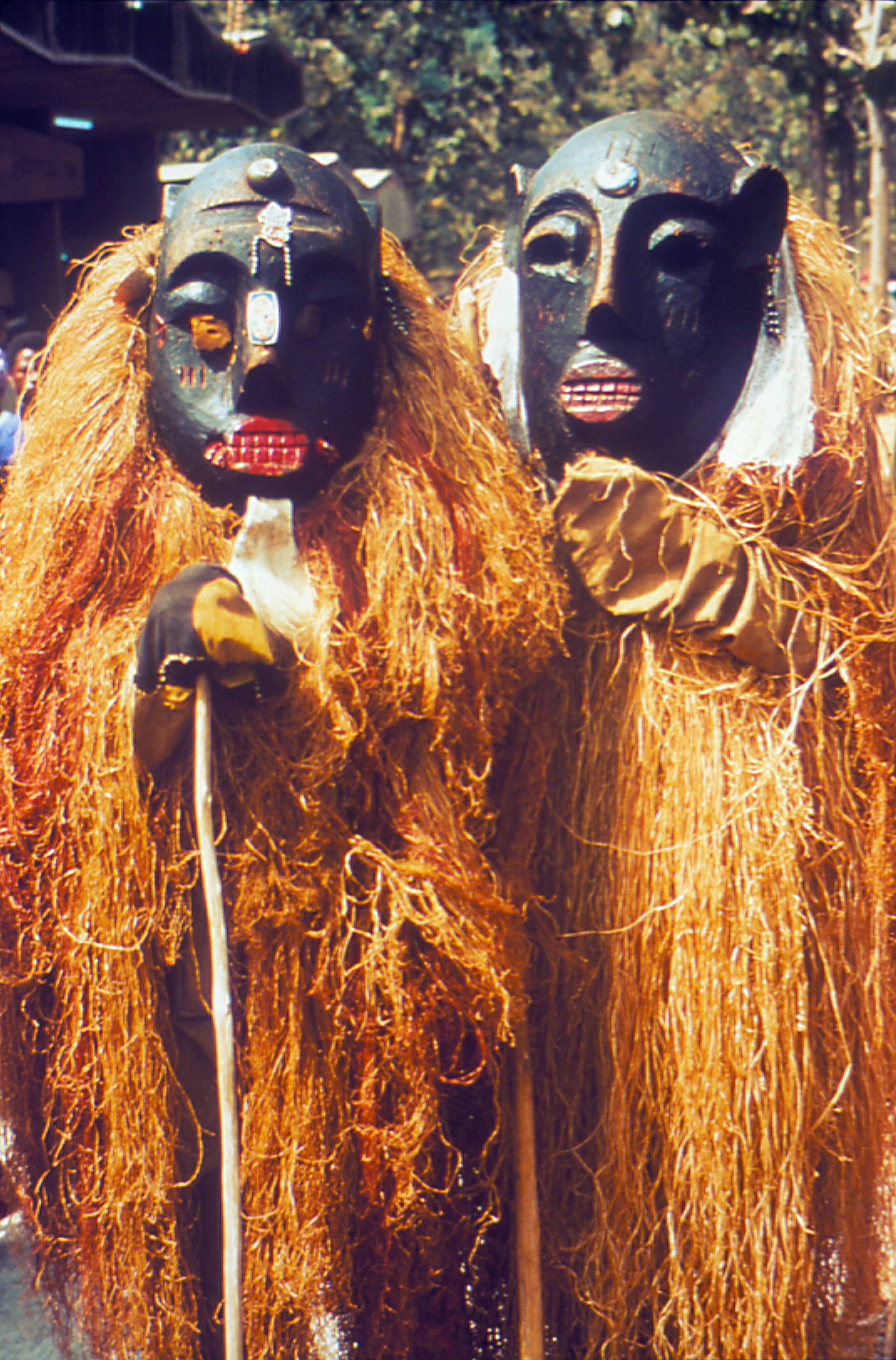
Dos médicos brujos en Lassa, Borno, Nigeria.

Un médico brujo (a veces también médico sacerdote) era originalmente un tipo de sanador que trataba dolencias que se creía causadas por brujería. El término ahora se usa más comúnmente para referirse a los practicantes de medicina alternativa, particularmente en regiones que todavía utilizan métodos (a veces anticuados) de la medicina tradicional en lugar de la medicina contemporánea.

## Significado original del término
En su significado original, los médicos brujos no eran exactamente brujos, sino personas que tenían remedios para proteger a los demás contra la brujería.
Las condiciones inducidas por la brujería eran su área de especialización, como se describe en este informe de noticias de Inglaterra de 1858: 

Los padres de la muchacha recurrieron a un hombre astuto, llamado Burrell, que reside en Copford y que desde hace mucho tiempo lleva el nombre de "El Mago del Norte, pero su caso era de un carácter tan peculiar que desconcertó su habilidades para disolver el hechizo. Después, se presentó la solicitud a un médico brujo llamado Murrell, que residía en Hadleigh, Essex, quien se comprometió a efectuar una cura, dándole un frasco de medicamento, por el cual no se olvidó de cobrar 3 chelines con 6 peniques, y prometiendo visitar el lunes por la noche a la "vieja bruja", la señora Mole, y poner fin a sus sutiles artes. [...]

[...] La noticia de la esperada llegada del médico brujo se difundió por todas partes, y alrededor de las ocho en punto no podía haber menos de 200 personas reunidas cerca de la cabaña de la señora Mole para presenciar los poderes sobrenaturales del mago Hadleigh.

En ocasiones, el término "médico brujo" suele utilizarse de forma negativa para dar a entender que el sanador tiene poca o ninguna experiencia o habilidad en medicina.

## En Europa

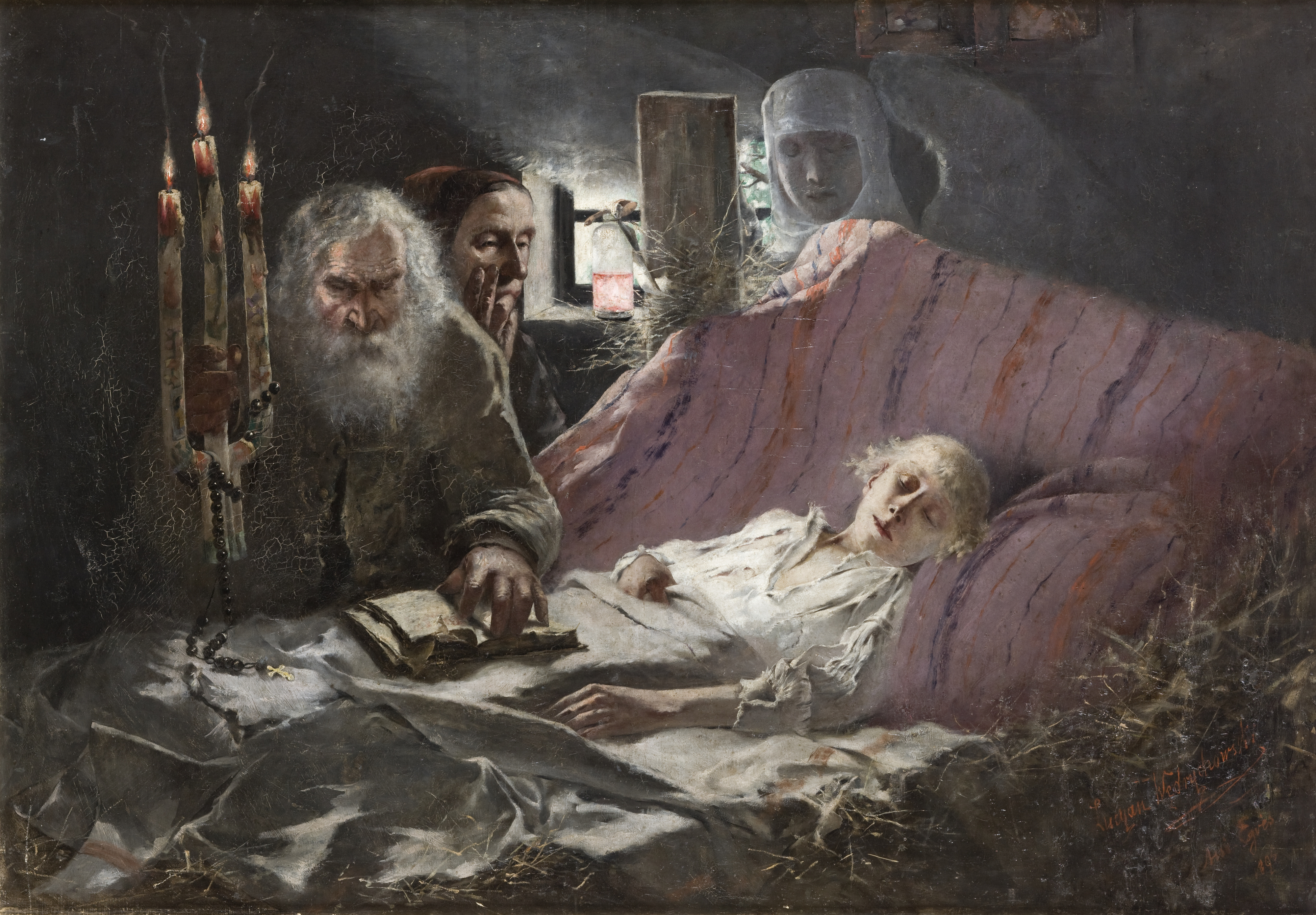
Znachor, médico brujo eslavo, pintura de Lucjan Wędrychowski de 1895.

El Oxford English Dictionary afirma que el primer registro del uso de este término fue en 1718, en la obra de Francis Hutchinson An Historical Essay concerning Witchcraft, with Observations upon Matters of Fact; Tending to Clear the Texts of the Sacred Scriptures, and Confute the Vulgar Errors about that Point (en español: Un ensayo histórico sobre la brujería, con observaciones sobre cuestiones de hecho; Tendiendo a aclarar los textos de las Sagradas Escrituras y a refutar los errores vulgares sobre ese punto). Hutchinson usó la frase en un capítulo defendiendo a un prisionero acusado de brujería, al afirmar que era el propio "médico brujo" quien usaba la hechicería:

La mencionada Dorothy Durent, habiendo estado con un brujo, reconoce bajo juramento que, por consejo de éste, colgó la manta de su hijo en la chimenea, encontró un sapo en ella por la noche, la puso en el fuego y la mantuvo allí a pesar de que hizo un ruido grande y horrible, y centelleó como pólvora, y se disparó como una pistola, y luego se volvió invisible, y que por ello la prisionera se chamuscó y se quemó lamentablemente.

El libro de Charles Mackay, Extraordinary Popular Delusions and the Madness of Crowds (Delirios populares extraordinarios y la locura de las multitudes), publicado por primera vez en 1841, da fe de la práctica de la creencia en los médicos brujos en Inglaterra en ese momento.

En el norte de Inglaterra, la superstición persiste en proporciones casi inconcebibles. En Lancashire abundan los médicos brujos, un grupo de charlatanes que pretenden curar enfermedades infligidas por el diablo. Las prácticas de estos dignos pueden juzgarse por el siguiente caso, informado en el "Hertford Reformer", del 23 de junio de 1838. El médico brujo aludido es más conocido por el nombre del hombre astuto y tiene una amplia práctica en los condados de Lincolnshire y Nottinghamshire. Según el escritor de "The Reformer", el incauto, cuyo nombre no se menciona, había estado afectado durante aproximadamente dos años por un doloroso absceso y más de un caballero médico le había recetado sin alivio. Algunos de sus amigos, no sólo en su propio pueblo sino también en los vecinos, lo instaron a consultar al médico brujo, ya que estaban convencidos de que estaba bajo alguna influencia maligna. Estuvo de acuerdo y envió a su esposa con el hombre astuto, que vivía en New Saint Swithin's, en Lincoln. Este ignorante impostor le informó que el desorden de su marido era una infracción del diablo, ocasionada por sus vecinos de al lado, quienes habían hecho uso de ciertos amuletos para ese propósito. Por la descripción que dio del proceso, parece ser el mismo que emplearon el Dr. Fian y Geillis Duncan para causar aflicción al rey Jacobo. Declaró que los vecinos, instigados por una bruja que él señaló, tomaron un poco de cera y la moldearon delante del fuego con la forma de su marido, lo más parecido que pudieron representarlo; luego perforaron la imagen con alfileres por todos lados, repitieron el Padrenuestro al revés y ofrecieron oraciones al diablo para que clavara sus aguijones en la persona que representaba esa figura, de la misma manera como la perforaron con alfileres. Para contrarrestar los efectos de este proceso diabólico, el médico brujo prescribía cierta medicina y un amuleto que debía llevarse junto al cuerpo, en la parte donde se encontraba principalmente la enfermedad. El paciente debía repetir los Salmos 109 y 119 todos los días, o la curación no sería eficaz. El honorario que reclamó por este asesoramiento fue una guinea.

## En África

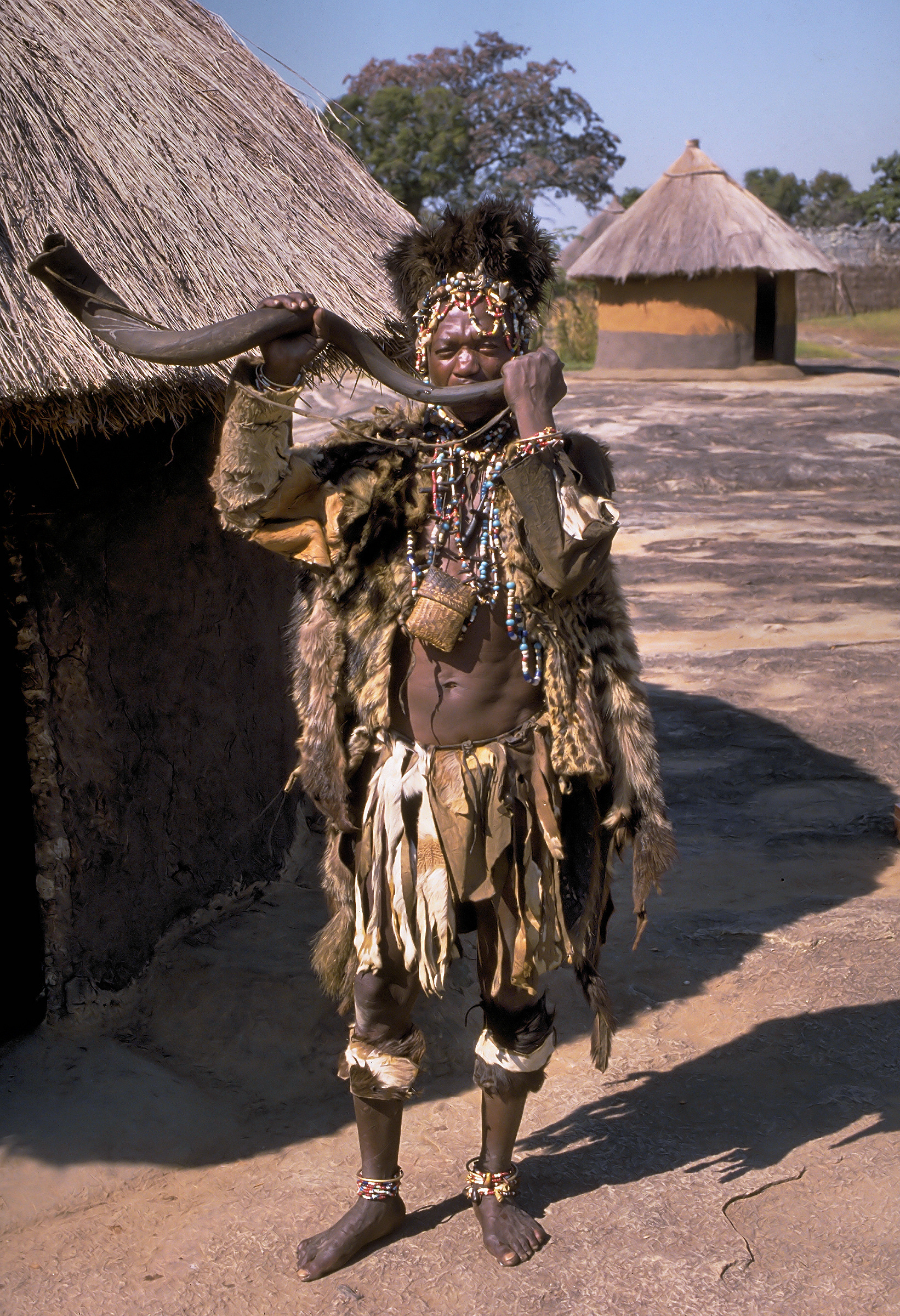
Curandero tradicional shona, o n'anga (Zimbabwe).

En el sur de África, los curanderos tradicionales son conocidos como sangomas. El Oxford English Dictionary afirma que el primer uso del término "médico brujo" para referirse a los chamanes africanos (es decir, hombres medicina) fue en 1836 en un libro del escritor y funcionario anglo-irlandés Robert Montgomery Martin (1801-1868).
La BBC News informó, el 12 de marzo de 2015, que "más de 200 hechiceros y curanderos tradicionales han sido arrestados en Tanzania en una ofensiva contra el asesinato de personas albinas. Los asesinatos han sido impulsados por la creencia –avanzada por algunos médicos brujos– de que las partes del cuerpo tienen propiedades que confieren riqueza y buena suerte. Según la Cruz Roja, los brujos están dispuestos a pagar 75 000 USD (57 000 GBP) por un conjunto completo de partes del cuerpo de albinos. Casi 80 tanzanos albinos han sido asesinados desde el año 2000. Las últimas víctimas incluyen a un niño albino de un año, asesinado en el noroeste de Tanzania. El gobierno prohibió a los médicos brujos en enero de 2015 como parte de sus esfuerzos para prevenir nuevos ataques y secuestros contra personas con albinismo.

## En Nepal y el noreste de la India

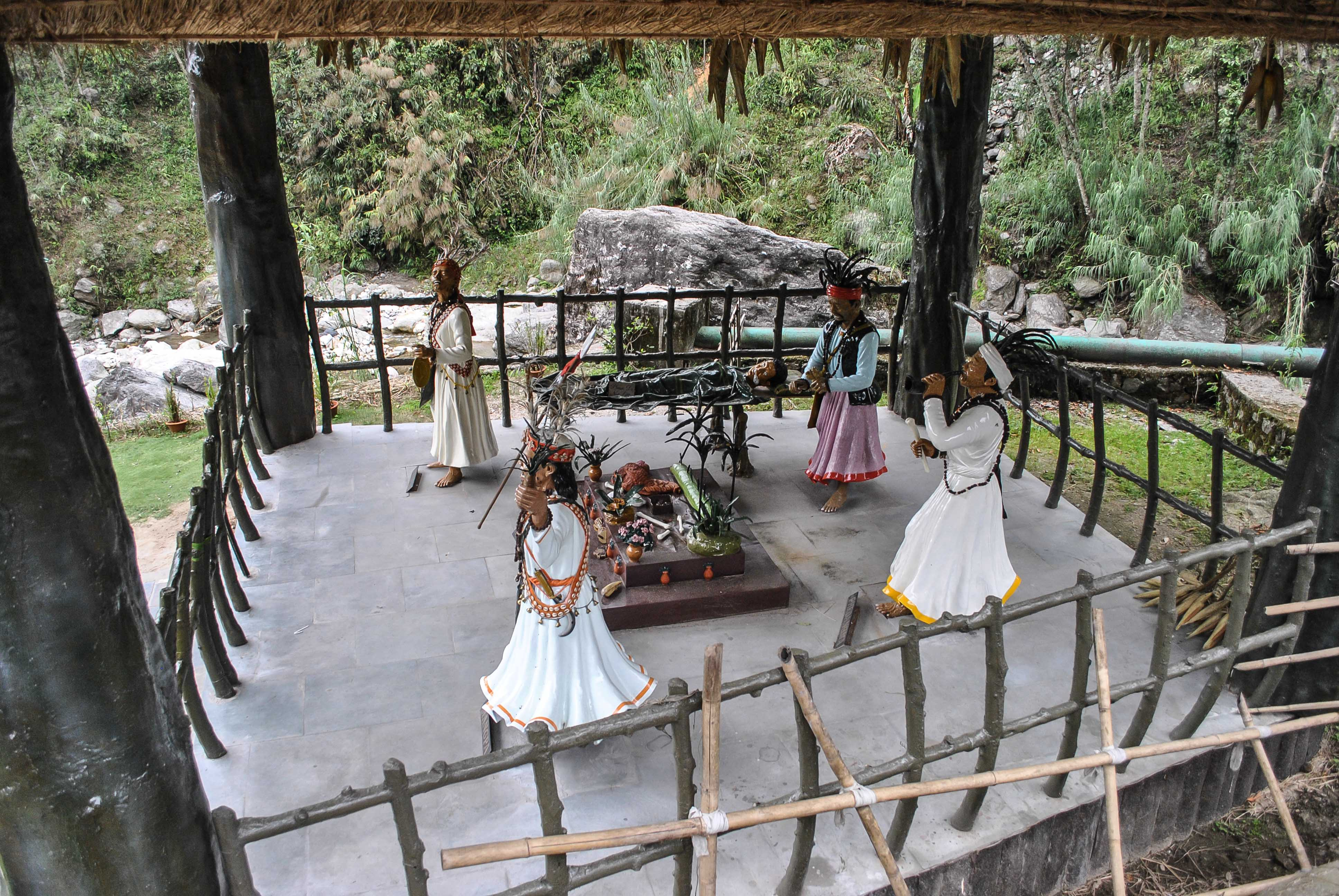
Estatuas de jhākri en Cascadas y Parque Energético de Banjhakri en Gangtok, Sikkim, India.

Jhākri (en nepalí: झाक्री) es la palabra nepalí para chamán . A veces se reserva específicamente para los practicantes del chamanismo nepalí, como el que se practica entre el pueblo tamang y los magars; también se utiliza en los estados indios de Sikkim y Bengala Occidental, que limitan con Nepal.
El chamanismo Jhākri se practica entre numerosos grupos étnicos de Nepal y el noreste de la India, incluidos los limbu, los rai, los sunuwar, los sherpa, la casta kami, los tamang, los gurung, los magars, los lepcha y los khas. Prevalece la creencia en los espíritus, de ahí también el miedo a la posesión espiritual. Algunas palabras vernáculas para jhākri son phedangbo en limbu, maangpa o nakchyong en kulung y boongthing en lepcha.
Los jhākris realizan rituales durante bodas, funerales y cosechas. Diagnostican y curan enfermedades. Sus prácticas están influenciadas por el hinduismo, el budismo tibetano, los ritos mun y bön.
Incluso ahora, los grupos étnicos indígenas de Assam, en el noreste de la India (especialmente en la región de Mayong y en otros lugares rurales) tienen curanderos chamánicos que tratan enfermedades utilizando hechicería, brujería y magia negra por las que la zona alguna vez fue famosa. Chamanes y curanderos similares prevalecen entre las comunidades indígenas de las zonas rurales del noreste de la India.